# Sebbersund-Løgstør-Overlade Jernbane
Sebbersund-Løgstør-Overlade Jernbane var en jernbanestrækning, der var med i den store jernbanelov fra 1918, men ikke blev anlagt. 
Banen skulle være 42,6 km lang; heraf udgjorde Sebbersund-Løgstør 26,6 km. Sebbersund Station på Aalborg-Hvalpsund Jernbane skulle udvides, og herfra skulle banen føres over Sebbersund på østsiden af vejdæmningen til byen Sebbersund. I Løgstør skulle banen sluttes til Himmerlandsbanerne. Foruden købstaden Løgstør fandtes der gode bebyggelser i Farstrup, Lundby, Brøndum, Kornum, Ranum, Vilsted og Overlade.
Banen ville give en kortere forbindelse mellem Aalborg og Løgstør end via Aars, så jernbanen bedre kunne konkurrere med søfarten. Hvalpsundbanen var derfor positiv overfor projektet, selvom den kun skulle fragte godset 29 km til Sebbersund mod 50 km til Aars.
Jernbanekommissionen fra 1923, som skulle vurdere 1918-lovens projekter, mente også, at banen ville få betydelige transporter mellem Aalborg og Løgstør, og den foreslog, at også nogle af persontogene blev gennemført til og fra Aalborg. Kommissionen frarådede at anlægge banen på det tidspunkt, men afviste ikke at tage sagen op senere, hvis anlægsudgifterne blev mindre og trafikmulighederne større.

## Sebbersund-Farsø
Der har også været et længere projekt på ca. 52 km med linjeføringen Sebbersund-Valsted-Barmer-Farstrup-Kølby-Hemdrup-Skarp Salling-Kornum-Løgstør-Ravnstrup-Malle-Ranum-Overlade-Hyllebjerg-Fredbjerg-Farsø.